# 1974년 CONCACAF U-20 축구 선수권 대회
1974년 CONCACAF U-20 축구 선수권 대회는 캐나다에서 개최되었다.